# Íñigo Martínez
Pour les articles homonymes, voir Inigo.
Íñigo Martínez, né le 17 mai 1991 à Ondarroa dans le Pays basque en Espagne, est un footballeur international espagnol qui évolue au poste de défenseur central au Al-Nassr FC.

## Biographie
Le 30 janvier 2018, Martínez rejoint l'Athletic Bilbao pour remplacer Aymeric Laporte. Le montant du transfert est estimé à 32 millions d'euros.
Martínez débute avec l'Espagne de Vicente del Bosque le 14 août 2013 lors d'un match amical contre l'Équateur.
Il est absent de la sélection de 26 joueurs établie le 11 novembre 2022 par Luis Enrique pour participer à la Coupe du monde 2022. Le sélectionneur lui préfère Hugo Guillamón.
Le 5 juillet 2023, son transfert en tant qu'agent libre au FC Barcelone est annoncé.
Le 13 mars 2025, Barcelone a annoncé que le contrat de Martínez avec le club était prolongé jusqu'au 30 juin 2026.
Le 8 août 2025, Barcelone résilie, d'un commun accord le contrat de Martinez. Cette décision fait suite à une obligation pour le club catalan d'alléger sa masse salariale afin d'inscrire de nouveaux joueurs, ce dernier faisant une économie de 10 à 12 millions d'euros. 
Il s'engage avec le club d'Al Nassr pour 2 saisons. 

## Statistiques

### En club
| Saison                | Club                  | Championnat           | Championnat | Championnat | Championnat | Coupe(s) nationale(s) | Coupe(s) nationale(s) | Coupe(s) nationale(s) | Supercoupe | Supercoupe | Supercoupe | Compétition(s) continentale(s) | Compétition(s) continentale(s) | Compétition(s) continentale(s) | Compétition(s) continentale(s) | Total | Total | Total |
| Saison                | Club                  | Division              | M.          | B.          | P.d.        | M.                    | B.                    | P.d.                  | M.         | B.         | P.d.       | Comp.                          | M.                             | B.                             | P.d.                           | M.    | B.    | P.d.  |
| 2010-2011             | Real Sociedad B       | Segunda B             | 31          | 1           | 0           | -                     | -                     | -                     | -          | -          | -          | -                              | -                              | -                              | -                              | 31    | 1     | 0     |
| 2011-2012             | Real Sociedad         | Liga                  | 26          | 3           | 0           | 2                     | 0                     | 0                     | -          | -          | -          | -                              | -                              | -                              | -                              | 28    | 3     | 0     |
| 2012-2013             | Real Sociedad         | Liga                  | 34          | 4           | 0           | 1                     | 0                     | 0                     | -          | -          | -          | -                              | -                              | -                              | -                              | 35    | 4     | 0     |
| 2013-2014             | Real Sociedad         | Liga                  | 35          | 2           | 0           | 6                     | 0                     | 0                     | -          | -          | -          | C1                             | 7                              | 0                              | 0                              | 48    | 2     | 0     |
| 2014-2015             | Real Sociedad         | Liga                  | 34          | 2           | 0           | 3                     | 0                     | 0                     | -          | -          | -          | C3                             | 4                              | 0                              | 0                              | 41    | 2     | 0     |
| 2015-2016             | Real Sociedad         | Liga                  | 30          | 1           | 0           | 1                     | 0                     | 0                     | -          | -          | -          | -                              | -                              | -                              | -                              | 31    | 1     | 0     |
| 2016-2017             | Real Sociedad         | Liga                  | 34          | 3           | 2           | 6                     | 1                     | 1                     | -          | -          | -          | -                              | -                              | -                              | -                              | 40    | 4     | 3     |
| 2017-2018             | Real Sociedad         | Liga                  | 12          | 1           | 1           | 1                     | 0                     | 0                     | -          | -          | -          | C3                             | 3                              | 0                              | 0                              | 16    | 1     | 1     |
| Sous-total            | Sous-total            | Sous-total            | 205         | 16          | 3           | 20                    | 1                     | 1                     | -          | -          | -          | -                              | 14                             | 0                              | 0                              | 239   | 17    | 4     |
| 2017-2018             | Athletic Bilbao       | Liga                  | 16          | 0           | 0           | -                     | -                     | -                     | -          | -          | -          | -                              | -                              | -                              | -                              | 16    | 0     | 0     |
| 2018-2019             | Athletic Bilbao       | Liga                  | 33          | 0           | 0           | 2                     | 0                     | 0                     | -          | -          | -          | -                              | -                              | -                              | -                              | 35    | 0     | 0     |
| 2019-2020             | Athletic Bilbao       | Liga                  | 33          | 1           | 1           | 8                     | 0                     | 2                     | -          | -          | -          | -                              | -                              | -                              | -                              | 41    | 1     | 3     |
| 2020-2021             | Athletic Bilbao       | Liga                  | 28          | 1           | 0           | 3                     | 1                     | 1                     | 2          | 0          | 0          | -                              | -                              | -                              | -                              | 33    | 2     | 1     |
| 2021-2022             | Athletic Bilbao       | Liga                  | 27          | 3           | 0           | 5                     | 1                     | 0                     | 2          | 0          | 0          | -                              | -                              | -                              | -                              | 34    | 4     | 0     |
| 2022-2023             | Athletic Bilbao       | Liga                  | 15          | 1           | 0           | 3                     | 0                     | 0                     | -          | -          | -          | -                              | -                              | -                              | -                              | 18    | 1     | 0     |
| Sous-total            | Sous-total            | Sous-total            | 152         | 6           | 1           | 21                    | 2                     | 3                     | 4          | 0          | 0          | -                              | -                              | -                              | -                              | 177   | 8     | 4     |
| 2023-2024             | FC Barcelone          | Liga                  | 20          | 0           | 0           | 1                     | 0                     | 0                     | -          | -          | -          | C1                             | 4                              | 0                              | 0                              | 25    | 0     | 0     |
| 2024-2025             | FC Barcelone          | Liga                  | 28          | 0           | 4           | 5                     | 1                     | 0                     | 2          | 0          | 0          | C1                             | 11                             | 2                              | 1                              | 46    | 3     | 5     |
| Sous-total            | Sous-total            | Sous-total            | 48          | 0           | 4           | 6                     | 1                     | 0                     | 2          | 0          | 0          | -                              | 15                             | 2                              | 1                              | 71    | 3     | 5     |
| Total sur la carrière | Total sur la carrière | Total sur la carrière | 436         | 23          | 8           | 47                    | 4                     | 4                     | 6          | 0          | 0          | -                              | 29                             | 2                              | 1                              | 518   | 29    | 13    |

### En sélection nationale
| Saison                | Sélection             | Phases finales                                   | Phases finales | Phases finales | Phases finales | Éliminatoires CDM | Éliminatoires CDM | Éliminatoires CDM | Éliminatoires EURO | Éliminatoires EURO | Éliminatoires EURO | Ligue Nations UEFA | Ligue Nations UEFA | Ligue Nations UEFA | Matchs amicaux | Matchs amicaux | Matchs amicaux | Total | Total | Total |
| Saison                | Sélection             | Compétition                                      | M              | B              | Pd             | M                 | B                 | Pd                | M                  | B                  | Pd                 | M                  | B                  | Pd                 | M              | B              | Pd             | M     | B     | Pd    |
| --------------------- | --------------------- | ------------------------------------------------ | -------------- | -------------- | -------------- | ----------------- | ----------------- | ----------------- | ------------------ | ------------------ | ------------------ | ------------------ | ------------------ | ------------------ | -------------- | -------------- | -------------- | ----- | ----- | ----- |
| 2013-2014             | Espagne               | Coupe du monde 2014                              | -              | -              | -              | 0                 | 0                 | 0                 | -                  | -                  | -                  | -                  | -                  | -                  | 2              | 0              | 0              | 2     | 0     | 0     |
| 2015-2016             | Espagne               | Euro 2016                                        | -              | -              | -              | -                 | -                 | -                 | -                  | -                  | -                  | -                  | -                  | -                  | 0              | 0              | 0              | 0     | 0     | 0     |
| 2016-2017             | Espagne               | -                                                | -              | -              | -              | 1                 | 0                 | 0                 | -                  | -                  | -                  | -                  | -                  | -                  | 1              | 0              | 0              | 2     | 0     | 0     |
| 2018-2019             | Espagne               | -                                                | -              | -              | -              | -                 | -                 | -                 | 2                  | 0                  | 0                  | 2                  | 0                  | 0                  | 0              | 0              | 0              | 4     | 0     | 0     |
| 2019-2020             | Espagne               | -                                                | -              | -              | -              | -                 | -                 | -                 | 3                  | 0                  | 0                  | -                  | -                  | -                  | -              | -              | -              | 3     | 0     | 0     |
| 2020-2021             | Espagne               | Euro 2020                                        | -              | -              | -              | 3                 | 0                 | 0                 | -                  | -                  | -                  | 0                  | 0                  | 0                  | 1              | 0              | 0              | 4     | 0     | 0     |
| 2021-2022             | Espagne               | Nations League Finals 2021                       | 0              | 0              | 0              | 2                 | 0                 | 0                 | -                  | -                  | -                  | 2                  | 1                  | 0                  | -              | -              | -              | 4     | 1     | 0     |
| 2022-2023             | Espagne               | Coupe du monde 2022 + Nations League Finals 2023 | -              | -              | -              | -                 | -                 | -                 | 1                  | 0                  | 0                  | -                  | -                  | -                  | -              | -              | -              | 1     | 0     | 0     |
| 2023-2024             | Espagne               | Euro 2024                                        | -              | -              | -              | -                 | -                 | -                 | 1                  | 0                  | 0                  | -                  | -                  | -                  | -              | -              | -              | 1     | 0     | 0     |
| Total sur la carrière | Total sur la carrière | Total sur la carrière                            | 0              | 0              | 0              | 6                 | 0                 | 0                 | 7                  | 0                  | 0                  | 4                  | 1                  | 0                  | 4              | 0              | 0              | 21    | 1     | 0     |

## Palmarès
- Vainqueur du Championnat d'Europe espoirs en 2013 avec l'équipe d'Espagne espoirs.
- Vainqueur de la Supercoupe d'Espagne en 2021 avec l'Athletic de Bilbao et en 2025 avec le FC Barcelone.
- Vainqueur de la Coupe d'Espagne en 2025 avec le FC Barcelone et finaliste en 2020 et 2021 avec l'Athletic de Bilbao.
- Vainqueur du Championnat d'Espagne en 2025 avec le FC Barcelone.